# Hockey op de Gemenebestspelen
Hockey werd in 1998 als sport geïntroduceerd op de Gemenebestspelen van Kuala Lumpur. Het is er thans een van vier teamsporten en wordt door zowel heren als dames gespeeld.

## Resultaten

### Heren
| 1998 Details | Kuala Lumpur, Maleisië | Australië | 4–0 | Maleisië      | Engeland      | 1–1 (4–2) na strafballen | India       |
| 2002 Details | Manchester, Engeland   | Australië | 5–2 | Nieuw-Zeeland | Pakistan      | 10–2                     | Zuid-Afrika |
| 2006 Details | Melbourne, Australië   | Australië | 3–0 | Pakistan      | Maleisië      | 2–0                      | Engeland    |
| 2010 Details | Delhi, India           | Australië | 8–0 | India         | Nieuw-Zeeland | 3–3 (5–3) na strafballen | Engeland    |
| 2014 Details | Glasgow, Schotland     |           |     |               |               |                          |             |

### Dames
| 1998 Details | Kuala Lumpur, Maleisië | Australië | 8–1                      | Engeland      | Nieuw-Zeeland | 3–0                      | India         |
| 2002 Details | Manchester, Engeland   | India     | 3–2 na verlenging        | Engeland      | Australië     | 4–3                      | Nieuw-Zeeland |
| 2006 Details | Melbourne, Australië   | Australië | 1–0                      | India         | Engeland      | 0–0 (3–1) na strafballen | Nieuw-Zeeland |
| 2010 Details | Delhi, India           | Australië | 2–2 (4–2) na strafballen | Nieuw-Zeeland | Engeland      | 1–0                      | Zuid-Afrika   |
| 2014 Details | Glasgow, Schotland     |           |                          |               |               |                          |               |

## Medaillespiegel
| Plaats | Land          | NOC    | Goud · | Zilver · | Brons · | Totaal | Mannen | Mannen | Mannen | Mannen | Vrouwen | Vrouwen | Vrouwen | Vrouwen |
| Plaats | Land          | NOC    | Goud · | Zilver · | Brons · | Totaal | Goud   | Zilver | Brons  | T      | Goud    | Zilver  | Brons   | T       |
| 1      | Australië     | AUS    | 7      | 0        | 1       | 8      | 4      | 0      | 0      | 4      | 3       | 0       | 1       | 4       |
| 2      | India         | IND    | 1      | 2        | 0       | 3      | 0      | 1      | 0      | 1      | 1       | 1       | 0       | 2       |
| 3      | Engeland      | ENG    | 0      | 2        | 3       | 5      | 0      | 0      | 1      | 1      | 0       | 2       | 2       | 4       |
| 4      | Nieuw-Zeeland | NZL    | 0      | 2        | 2       | 4      | 0      | 1      | 1      | 2      | 0       | 1       | 1       | 2       |
| 5      | Maleisië      | MYS    | 0      | 1        | 1       | 2      | 0      | 1      | 1      | 2      | 0       | 0       | 0       | 0       |
| 5      | Pakistan      | PAK    | 0      | 1        | 1       | 2      | 0      | 1      | 1      | 2      | 0       | 0       | 0       | 0       |
| Totaal | Totaal        | Totaal | 8      | 8        | 8       | 24     | 4      | 4      | 4      | 12     | 4       | 4       | 4       | 12      |

## Bron
- Commonwealthgames.com Sports - Hockey

Kuala Lumpur 1998 (mannen, vrouwen) · 
Manchester 2002 (mannen, vrouwen) · 
Melbourne 2006 (mannen, vrouwen) · 
Delhi 2010 (mannen, vrouwen) · 
Glasgow 2014 (mannen, vrouwen)
Atletiek · Badminton · Basketbal · Boksen · Boogschieten · Bowls · Cricket · Gewichtheffen · Gymnastiek · Hockey · Judo · Netball · Roeien · Rugby sevens · Schermen · Schietsport · Schoonspringen · Squash · Synchroonzwemmen · Tafeltennis · Tennis · Triatlon · Wielersport · Worstelen · Zwemmen